# Eleições estaduais no Maranhão em 1994
As eleições estaduais no Maranhão em 1994 aconteceram em 3 de outubro como parte das eleições gerais no Distrito Federal e em 26 estados. O resultado apontou uma vitória maciça do PFL que elegeu a governadora Roseana Sarney, o vice-governador José Reinaldo Tavares, os senadores Alexandre Costa e Edison Lobão, e fez as maiores bancadas entre os 18 deputados federais e 42 deputados estaduais eleitos. Como nenhum candidato ao Palácio dos Leões reuniu metade mais um dos votos válidos, houve um segundo turno em 15 de novembro e segundo a Constituição, quem vencesse teria quatro anos de mandato a contar da posse em 1º de janeiro de 1995 e originalmente sem direito a reeleição.
Quinto nome pefelista a assumir o governo do estado, Roseana Sarney nasceu em São Luís e graduou-se em Sociologia em 1978 pela Universidade de Brasília. Três anos antes fora nomeada para trabalhar na Companhia Urbanizadora da Nova Capital por José Reinaldo Tavares até ser colocada à disposição do Senado Federal como funcionária do gabinete de seu pai, José Sarney. No primeiro ano do governo Luís Rocha foi secretária Extraordinária do governo maranhense lotada em Brasília. Devido à doença e morte de Tancredo Neves, José Sarney assumiu a presidência da República e designou sua filha como assessora parlamentar da Casa Civil de seu governo por cinco anos. Eleita deputada federal pelo PFL em 1990, fez oposição ao Governo Fernando Collor e votou pelo impeachment do presidente em 1992. Sua vitória na eleição para o governo do Maranhão igualou o feito de 1965 quando seu pai conquistou o direito de ocupar o Palácio dos Leões e fez dela a primeira mulher eleita para governar um estado, ressalvando que a primeira governadora da história do Brasil foi Iolanda Fleming que assumiu o governo do Acre em 14 de maio de 1986 após a saída de Nabor Júnior, eleito senador naquele ano.

## Resultado da eleição para governador

### Primeiro turno
Segundo o Tribunal Superior Eleitoral houve 1.146.626 votos nominais (63,10%), 555.651 votos em branco (30,58%) e 114.902 votos nulos (6,32%) totalizando o comparecimento de 1.817.179 eleitores (68,48%).
| Candidatos a governador do estado | Candidatos a vice-governador       | Número | Coligação                                                                 | Votação | Percentual |
| --------------------------------- | ---------------------------------- | ------ | ------------------------------------------------------------------------- | ------- | ---------- |
| Roseana Sarney PFL                | José Reinaldo Tavares PFL          | 25     | Frente Popular do Maranhão (PFL, PMDB, PL, PTB, PSD, PP, PSC, PRP, PCdoB) | 541.005 | 47,18%     |
| Epitácio Cafeteira PPR            | Juarez Medeiros PSB                | 11     | União pelo Maranhão (PPR, PSB, PSDB)                                      | 353.032 | 30,79%     |
| Jackson Lago PDT                  | Jomar Fernandes PT                 | 12     | Frente ética do Maranhão (PDT, PT, PPS, PMN, PV)                          | 231.528 | 20,19%     |
| Francisco Nascimento PSTU         | Francisco Alves da Cruz Filho PSTU | 16     | PSTU (sem coligação)                                                      | 21.061  | 1,84%      |
| Ricardo Murad PSD                 | Não disponível PSD                 | 41     | PSD (candidatura avulsa)                                                  | 0       | 0%         |
| Fontes:                           |                                    |        |                                                                           |         |            |

### Segundo turno
Segundo o Tribunal Superior Eleitoral houve 1.489.742 votos nominais (94,27%) que, somados aos 20.383 votos em branco (1,29%) e 70.113 votos nulos (4,44%), totalizaram o comparecimento de 1.580.238 eleitores (60,42%).
| Candidatos a governador do estado | Candidatos a vice-governador | Número | Coligação                                                                 | Votação | Percentual |
| --------------------------------- | ---------------------------- | ------ | ------------------------------------------------------------------------- | ------- | ---------- |
| Roseana Sarney PFL                | José Reinaldo Tavares PFL    | 25     | Frente Popular do Maranhão (PFL, PMDB, PL, PTB, PSD, PP, PSC, PRP, PCdoB) | 753.901 | 50,61%     |
| Epitácio Cafeteira PPR            | Juarez Medeiros PSB          | 11     | União pelo Maranhão (PPR, PSB, PSDB)                                      | 735.841 | 49,39%     |
| Fontes:                           |                              |        |                                                                           |         |            |

## Biografia dos senadores eleitos

### Edison Lobão
Na disputa para senador, o mais votado foi o advogado e jornalista Edison Lobão. Natural de Mirador, diplomado em Direito pelo Centro de Ensino Unificado de Brasília, residiu em Brasília antes de ingressar na política pela ARENA. Membro do conselho de administração da Telebrasília, assessorou o Ministério dos Transportes, o governo do Distrito Federal e o Ministério do Interior. Como jornalista trabalhou no Correio Braziliense, Última Hora, na revista Maquis e no escritório da Rede Globo no Distrito Federal. Eleito deputado federal em 1978 e 1982, marcou a sua vida parlamentar ao votar contra a Emenda Dante de Oliveira em 1984 e em Paulo Maluf no Colégio Eleitoral em 1985, mas ao ingressar no PFL passou a apoiar o Governo Sarney, sendo eleito senador em 1986 e governador do Maranhão em 1990 após uma vitória sobre João Castelo em segundo turno.

### Alexandre Costa
Repetindo o acontecido oito anos antes, a segunda vaga de senador ficou com o engenheiro civil Alexandre Costa. Nascido em Caxias e graduado em 1948 pela Universidade Federal de Minas Gerais, iniciou carreira política pelas mãos do governador Eugênio Barros (1951-1956) que o nomeou prefeito de São Luís e depois Secretário de Justiça. Eleito vice-governador do Maranhão pelo PSD em 1955, teve sua posse adiada para julho de 1957 após uma disputa judicial. Eleito suplente de deputado federal pelo PSP em 1962, assumiu a cadeira com a cassação de Neiva Moreira no início do Regime Militar de 1964 sendo reeleito pela ARENA em 1966. Eleito senador em 1970, foi reconduzido ao mandato por eleição indireta em 1978 migrando depois para o PDS e como filiado ao partido votou em Paulo Maluf no Colégio Eleitoral em 1985. Amigo de José Sarney, ingressou no PFL sendo reeleito em 1986. Participou da elaboração da Constituição brasileira de 1988, votou contra o presidente Fernando Collor no julgamento do impeachment em dezembro de 1992. Seu último cargo público antes de se reeleger senador pela quarta vez consecutiva foi o de Ministro da Integração Nacional no Governo Itamar Franco.

## Resultado da eleição para senador
Compareceram às urnas 1.817.179 eleitores (69,48%), não sendo informado o total dos votos em branco e nulos.
| Candidatos a senador da República | Candidatos a suplente de senador                         | Número | Coligação                                                                 | Votação | Percentual |
| --------------------------------- | -------------------------------------------------------- | ------ | ------------------------------------------------------------------------- | ------- | ---------- |
| Edison Lobão PFL                  | José Teixeira PMDB Marcos Guerra -                       | 253    | Frente Popular do Maranhão (PFL, PMDB, PL, PTB, PSD, PP, PSC, PRP, PCdoB) | 576.139 | 28,60%     |
| Alexandre Costa PFL               | Bello Parga PFL Francisco Escórcio PP                    | 252    | Frente Popular do Maranhão (PFL, PMDB, PL, PTB, PSD, PP, PSC, PRP, PCdoB) | 553.548 | 27,48%     |
| João Castelo PPR                  | Não disponível -                                         | 112    | União pelo Maranhão (PPR, PSB, PSDB)                                      | 424.989 | 21,10%     |
| Wagner Lago PDT                   | Alaíde Viegas Ribeiro PDT                                | 122    | Frente Ética do Maranhão (PDT, PT, PPS, PMN, PV)                          | 176.997 | 8,79%      |
| Manuel Santos PT                  | Não disponível -                                         | 132    | Frente Ética do Maranhão (PDT, PT, PPS, PMN, PV)                          | 110.532 | 5,49%      |
| Frederico Brandão PPR             | Não disponível -                                         | 113    | União pelo Maranhão (PPR, PSB, PSDB)                                      | 91.942  | 4,57%      |
| Cosme Eurico Neto PL              | Graça Maria Campos Rabelo PL Joana Batista Sá Martins PL | 222    | PL (candidatura avulsa)                                                   | 80.030  | 3,97%      |
| Fontes:                           |                                                          |        |                                                                           |         |            |

## Deputados federais eleitos
São relacionados os candidatos eleitos com informações complementares da Câmara dos Deputados.
| Número  | Deputados federais eleitos | Partido | Votação | Percentual | Cidade onde nasceu       | Unidade federativa |
| 2566    | Sarney Filho               | PFL     | 62.758  | 6,01%      | São Luís                 | Maranhão           |
| 1505    | João Alberto Souza         | PMDB    | 59.846  | 5,36%      | São Vicente Ferrer       | Maranhão           |
| 2511    | Davi Silva                 | PFL     | 54.343  | 5,21%      | Vitorino Freire          | Maranhão           |
| 1555    | Gastão Vieira              | PMDB    | 51.051  | 4,89%      | São Luís                 | Maranhão           |
| 2512    | Antônio Joaquim Araújo     | PFL     | 50.099  | 4,80%      | Codó                     | Maranhão           |
| 1530    | Remi Trinta                | PMDB    | 45.663  | 4,38%      | São Bento                | Maranhão           |
| 2501    | Francisco Coelho           | PFL     | 43.437  | 4,16%      | Balsas                   | Maranhão           |
| 2020    | Márcia Marinho             | PSC     | 41.502  | 3,98%      | Caxias                   | Maranhão           |
| 1313    | Domingos Dutra             | PT      | 39.607  | 3,80%      | Buriti                   | Maranhão           |
| 2525    | Eliseu Moura               | PFL     | 33.956  | 3,25%      | Oeiras                   | Piauí              |
| 2590    | César Bandeira             | PFL     | 33.806  | 3,24%      | Vitorino Freire          | Maranhão           |
| 2555    | Mauro Fecury               | PFL     | 33.773  | 3,24%      | Rio Branco               | Acre               |
| 4510    | Sebastião Madeira          | PSDB    | 32.534  | 3,12%      | São Domingos do Maranhão | Maranhão           |
| 1516    | Pedro Novais               | PMDB    | 29.183  | 2,80%      | Coelho Neto              | Maranhão           |
| 1551    | Roberto Rocha              | PMDB    | 26.331  | 2,52%      | São Luís                 | Maranhão           |
| 1213    | Magno Bacelar              | PDT     | 23.721  | 2,27%      | Coelho Neto              | Maranhão           |
| 4511    | Jaime Santana              | PSDB    | 22.904  | 2,19%      | São Luís                 | Maranhão           |
| 1312    | Haroldo Saboia             | PT      | 15.330  | 1,47%      | São Luís                 | Maranhão           |
| Fontes: |                            |         |         |            |                          |                    |

## Deputados estaduais eleitos
| Número  | Deputados estaduais eleitos      | Partido | Votação | Percentual | Cidade onde nasceu     | Unidade federativa |
| 41266   | Manoel Ribeiro                   | PSD     | 27.517  | 2,10%      | São Luís               | Maranhão           |
| 25111   | Humberto Coutinho                | PFL     | 26.014  | 1,99%      | Pedreiras              | Maranhão           |
| 11110   | João Evangelista                 | PPR     | 21.688  | 1,66%      | São João Batista       | Maranhão           |
| 25113   | Tatá Milhomem                    | PFL     | 20.488  | 1,57%      | São Luís               | Maranhão           |
| 14140   | Arnaldo Melo                     | PTB     | 19.176  | 1,47%      | Codó                   | Maranhão           |
| 25101   | Camilo Figueiredo                | PFL     | 18.793  | 1,44%      | Codó                   | Maranhão           |
| 25222   | João Batista de Araújo Silva     | PFL     | 16.965  | 1,30%      | São Luís               | Maranhão           |
| 41111   | Juscelino Rezende                | PSD     | 16.928  | 1,29%      | São Luís               | Maranhão           |
| 25124   | Hemetério Weba                   | PFL     | 15.536  | 1,19%      | Santa Helena           | Maranhão           |
| 39211   | Waldir Filho                     | PP      | 15.149  | 1,16%      | Lago da Pedra          | Maranhão           |
| 25223   | Jorge Pavão                      | PFL     | 15.022  | 1,15%      | Santa Helena           | Maranhão           |
| 25253   | Clodomir Paz                     | PFL     | 14.595  | 1,12%      | Pedreiras              | Maranhão           |
| 25157   | Marly Abdalla                    | PFL     | 13.897  | 1,06%      | Coroatá                | Maranhão           |
| 39123   | José Jorge Leite Soares          | PP      | 13.457  | 1,03%      | Pinheiro               | Maranhão           |
| 11131   | Deusdete Sampaio                 | PPR     | 13.262  | 1,01%      | Medeiros Neto          | Bahia              |
| 25201   | Mercial Arruda                   | PFL     | 13.140  | 1,00%      | Grajaú                 | Maranhão           |
| 25211   | Joaquim Lima de Araújo           | PFL     | 13.131  | 1,00%      | Paulo Ramos            | Maranhão           |
| 41202   | Antônio Carlos Bacelar Nunes     | PSD     | 13.056  | 1,00%      | Caxias                 | Maranhão           |
| 11122   | Aderson Lago                     | PPR     | 12.985  | 0,99%      | São Luís               | Maranhão           |
| 15121   | Getúlio Costa da Silva           | PMDB    | 11.775  | 0,90%      | Imperatriz             | Maranhão           |
| 41127   | José Orlando Ferreira da Silva   | PSD     | 11.621  | 0,89%      | Magalhães de Almeida   | Maranhão           |
| 14221   | Francisco Martins                | PTB     | 11.495  | 0,88%      | São Félix de Balsas    | Maranhão           |
| 41164   | Janice Braide                    | PSD     | 11.331  | 0,87%      | Bacabal                | Maranhão           |
| 15111   | Oseas Rodrigues de Souza         | PMDB    | 11.147  | 0,85%      | São José de Ribamar    | Maranhão           |
| 20204   | João Batista de Paiva            | PSC     | 10.875  | 0,83%      | Timon                  | Maranhão           |
| 41275   | Marcony Farias                   | PSD     | 10.186  | 0,78%      | São Luís               | Maranhão           |
| 11144   | José Genésio                     | PPR     | 9.975   | 0,76%      | Pinheiro               | Maranhão           |
| 15105   | Jurandir Filho                   | PMDB    | 9.748   | 0,74%      | Bacabal                | Maranhão           |
| 14101   | Alexandre Cruz Salen             | PTB     | 9.732   | 0,74%      | Caxias                 | Maranhão           |
| 14106   | Júlio Monteles                   | PTB     | 9.605   | 0,73%      | Anapurus               | Maranhão           |
| 11114   | José Gerardo de Abreu            | PPR     | 9.144   | 0,70%      | Açailândia             | Maranhão           |
| 20221   | Antônio Pontes de Aguiar         | PSC     | 8.548   | 0,65%      | Chapadinha             | Maranhão           |
| 20222   | Gentil Rosa                      | PSC     | 8.501   | 0,65%      | Caxias                 | Maranhão           |
| 15133   | Raimundo Nonato Lopes de Farias  | PMDB    | 8.217   | 0,63%      | Arame                  | Maranhão           |
| 13141   | Luís Soares Filho                | PT      | 8.160   | 0,62%      | Araioses               | Maranhão           |
| 44116   | Marcelo Tavares                  | PRP     | 7.779   | 0,59%      | São Luís               | Maranhão           |
| 12115   | Marcos Pacheco                   | PDT     | 7.741   | 0,59%      | Barra do Corda         | Maranhão           |
| 12118   | Ibraim Almeida Filho             | PDT     | 7.013   | 0,54%      | São Bento              | Maranhão           |
| 44123   | Pedro Almeida                    | PRP     | 6.043   | 0,46%      | Vitória do Mearim      | Maranhão           |
| 12111   | Julião Amin                      | PDT     | 6.004   | 0,46%      | São Luís               | Maranhão           |
| 44110   | Maria Aparecida Cardoso de Sousa | PRP     | 5.364   | 0,41%      | São Mateus do Maranhão | Maranhão           |
| 17101   | Francisco Caica                  | PTRB    | 3.876   | 0,30%      | Boa Viagem             | Ceará              |
| Fontes: |                                  |         |         |            |                        |                    |